# Pinot meunier

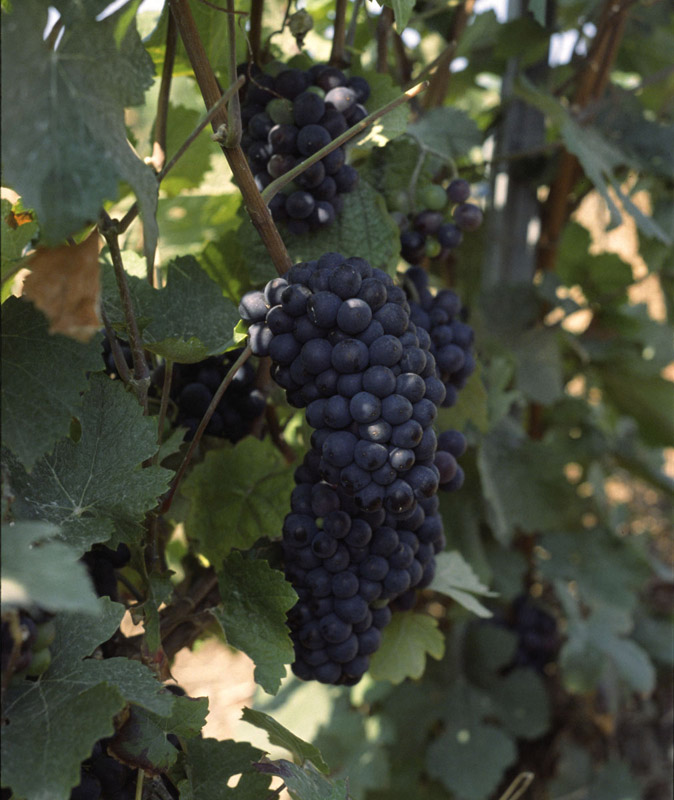

Pinot Meunier är en blå vindruva, av arten Vitis vinifera, som är en av de tre stora Champagne-druvorna tillsammans med den likaledes blå Pinot Noir och den gröna Chardonnay. Vanligt är att druvan utgör ca {\displaystyle 1/3} av blandningen, cuvéen, i Champagne. Druvan kallas numera av Champagneorganisationen CIVC företrädesvis för Meunier eftersom man inte kan härleda dess släktskap till Pinot Noir, något som man tidigare trott. På tyska kallas den Müllerrebe eller Schwarzriesling (men är inte släkt med Riesling), och har även många andra benämningar i olika vindistrikt.
Förutom i Champagne används även druvan i Loireviner, då till exempel i Rosévin. I andra delar av världen förekommer den i olika typer av mousserande vin i till exempel Kalifornien, Australien och i Kanada.